# Rentapia hosii
Espèce
Synonymes
- Nectophryne hosii Boulenger, 1892
- Pedostibes hosii (Boulenger, 1892)

Statut de conservation UICN

 LC  : Préoccupation mineure
Rentapia hosii ou Crapaud de Boulanger est une espèce d'amphibiens de la famille des Bufonidae.

## Répartition
Cette espèce se rencontre du niveau de la mer jusqu'à 700 m d'altitude, :
- dans l'extrême Sud de la Thaïlande dans la province de Satun ;
- en Malaisie péninsulaire et orientale ;
- en Indonésie à Sumatra et au Kalimantan ;
- au Brunei.

## Habitat
Le crapaud de Boulanger vit dans les marais et marécages boisés, le long des rivières et des ruisseaux.

## Description
Ce crapaud mesure entre 5 et 10 cm de long. Le mâle holotype mesure 60 mm. Ses coussinets à ses pattes sont adhérents et lui permettent de grimper dans les arbres, capacité inhabituelle chez les crapauds : c'est une espèce de crapaud au mode de vie essentiellement arboricole.

## Alimentation
Ce batracien se nourrit la nuit de fourmis. 

## Reproduction
La saison des amours, c'est la saison des pluies. La femelle pond des œufs en cordons dans l'eau. Les têtards naissent avec une bouche à ventouse qui leur permet de s'accrocher et de ne pas être entraînés  par le courant.

## Photographies

A, B et C : crapaud de Boulanger D, E et F : Pedostibes tuberculosus

A : Crapaud de Boulanger femelle de Malaisie ; dans le coin à droite, un mâle de Bornéo coassant ;
B : Couple de crapauds de Boulanger de Malaisie en train de se reproduire, le mâle est sur la femelle ;
C : Femelle de crapaud de Boulanger de Malaisie en train de pondre dans l'eau des œufs liés entre eux en chapelets.
D : Crapaud Pedostibes tuberculosus d'Inde coassant ; 
E : Couple de crapauds Pedostibes tuberculosus d'Inde en train de se reproduire, le mâle est sur la femelle ; 
F : Œufs de Pedostibes tuberculosus flottant sur l'eau.

## Étymologie
Cette espèce est nommée en l'honneur de Charles Hose.

## Publication originale
- Boulenger, 1892 : An account of the reptiles and batrachians collected by Mr. C. Hose on Mt. Dulit, Borneo. Proceedings of the Zoological Society of London, vol. 1892, p. 505–508 (texte intégral).